# Full Impact Pro
La Full Impact Pro est une entreprise américaine de catch (lutte professionnelle) basée à Largo, Floride et fondée en 2003 par Sal Hamaoui. De sa fondation jusqu'en 2009 elle a un partenariat avec la Ring of Honor. 

## Histoire de l'entreprise

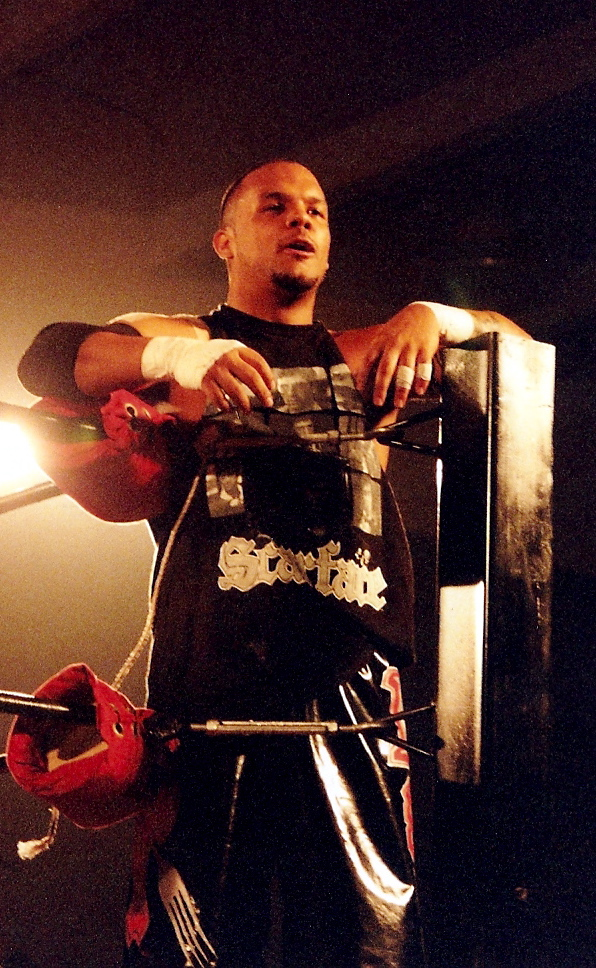
Le catcheur Homicide

Avant de devenir promoteur, Sal Hamaoui est un fan de catch notamment de la Championship Wrestling from Florida. Au début des années 2000, il crée avec un ami un site internet de streaming appelé World Wrestling Network (WWN) diffusant en boucle 12 h de spectacles de catch par semaine avec l'aide de Mike Graham qui organise les spectacles de catch,. En 2003, Hamaoui décide de créer sa propre fédération, la Full Impact Pro (FIP) dont le premier spectacle a lieu le 2 août. 
En 2004, WWN devient le diffuseur de la Ring of Honor (ROH) en plus de produire leurs DVD. Ses relations avec la ROH permet à Hamaoui de nouer un partenariat entre la FIP et la ROH concernant l'utilisation des catcheurs lors de spectacles et Gabe Sapolsky, un des cofondateurs de la ROH qui est responsable du booking, devient le booker de la FIP en 2005,. La FIP organise en septembre un tournoi pour désigner le premier champion poids-lourds de la FIP où Homicide bat CM Punk en finale le 25 septembre. Le championnat par équipe de la FIP est le second accomplissement à être mis en place le 22 avril 2005. C'est Eddie Vegas et Jimmy Rave qui sont les premiers champions en remportant un tournoi où ils battent Jerrelle Clark et Roderick Strong ainsi que CM Punk et Don Juan dans un match à trois équipes à élimination en finale. En 2007, la FIP décide d'honorer la mémoire d'Eddie Graham, le promoteur de la Championship Wrestling from Florida, en organisant le tournoi Eddie Graham Memorial Battle Of The Belts pour désigner le premier champion Héritage de la FIP et c'est  Erick Stevens qui devient le premier champion après sa victoire sur Roderick Strong en finale. Fin octobre 2008, Gabe Sapolsky démissionne de son poste de booker.
Fin septembre 2009, Gabe Sapolsky fonde la Dragon Gate USA et noue un partenariat avec la FIP. Le 20 et 21 novembre 2009, la FIP organise pour la première fois le Jeff Peterson Memorial Tournament ; un tournoi pour honorer la mémoire d'un catcheur originaire de Floride mort d'une leucémie en novembre 2002 à 21 ans, c'est Davey Richards le vainqueur de ce tournoi après sa victoire sur Silas Young en finale.

## Championnats actuels
| Titre                              | Champion(s) actuel(s)        | Ancien(s) champion(s)        | Date de victoire | référence |
| ---------------------------------- | ---------------------------- | ---------------------------- | ---------------- | --------- |
| FIP World Heavyweight Championship | Austin Theory                | Fred Yehi                    | 10 décembre 2017 | [ 11 ]    |
| FIP Tag Team Championship          | Devin Cutter et Mason Cutter | Eddie Graves et Teddy Stigma | 7 aout 2015      | [ 12 ]    |
| FIP Florida Heritage Championship  | Jon Davis (en)               | Martin Stone                 | 2 avril 2017     | [ 13 ]    |